# Mam Na Imię Aleksander
Mam Na Imię Aleksander właściwie Aleksander Uchto (ur. 4 maja 1991) – polski raper.
Aleksander Uchto zadebiutował w 2012 roku minialbumem Odczucia, który wyprodukował Ziemak. Nagrania ukazały się nakładem samego rapera. W kwietniu 2013 roku muzyk podpisał kontrakt fonograficzny z należącą do Miuosha wytwórnią Fandango Records. 27 września, tego samego roku do powszechnej sprzedaży trafił jego pierwszy album – zatytułowany Nie myśl o mnie źle. Produkcji nagrań podjęli się Markuszynsky, Eigus, Szatt, Bitykradne, Voskovy, SherlOck, EljotSounds, Stona oraz Emes Beats. Z kolei wśród gości na płycie znaleźli się m.in. Maja Mai i wokalista zespołu Coma – Piotr Rogucki. W ramach promocji do pochodzących z płyty piosenek „Tlen”, „Dom”, „Muszę zrobić to sam” oraz „Kaskader” zostały zrealizowane teledyski.

## Dyskografia
Albumy
| Odczucia (EP; oraz Ziemak)  | - Data: 6 czerwca 2012 - Wydawca: brak (nielegal)    | — |
| Nie myśl o mnie źle         | - Data: 27 września 2013 - Wydawca: Fandango Records | 7 |
| „—” album nie był notowany. |                                                      |   |

Występy gościnne
| Album                              | Rok  | Utwór                                                                         | Źródło |
| ---------------------------------- | ---- | ----------------------------------------------------------------------------- | ------ |
| Złoty – Poszukując siebie          | 2013 | „Duma” (gościnnie: Mam Na Imię Aleksander)                                    | [ 5 ]  |
| Danio/PeeM Beatz – Fuzja           | 2013 | „Krok w przód” (gościnnie: Mam Na Imię Aleksander)                            | [ 6 ]  |
| Tusz Na Rękach – W brzuchu bestii  | 2013 | „Kilku ziomów, kilka sztuk” (gościnnie: Egotrue, Jot, Mam Na Imię Aleksander) | [ 7 ]  |
| 3czwarte Sukcesu – Dwa spojrzenia  | 2013 | „Miejsca” (gościnnie: Mam Na Imię Aleksander, Peja)                           | [ 8 ]  |
| Bonson/Matek – O nas się nie martw | 2014 | „Nie wiem czy jestem” (gościnnie: Mam Na Imię Aleksander)                     | [ 9 ]  |
| Pawbeats – Utopia                  | 2014 | „Martwy piksel” (gościnnie: Haju, Mam na Imię Aleksander)                     | [ 10 ] |

## Teledyski
| Tytuł                                      | Rok  | Reżyseria/Realizacja          | Album               | Źródło |
| ------------------------------------------ | ---- | ----------------------------- | ------------------- | ------ |
| „Pręgi”                                    | 2012 | REM Studio                    | —                   | [ 11 ] |
| „Tlen”                                     | 2013 | Marcin Baran (Montone Design) | Nie myśl o mnie źle | [ 12 ] |
| „Dom” (gościnnie: Miuosh)                  | 2013 | Marcin Baran (Montone Design) | Nie myśl o mnie źle | [ 13 ] |
| „Muszę zrobić to sam” (gościnnie: Egotrue) | 2013 | Marcin Baran (Montone Design) | Nie myśl o mnie źle | [ 14 ] |
| „Kaskader”                                 | 2013 | Oesvidyo                      | Nie myśl o mnie źle | [ 15 ] |
| „Ślina na pyskach”                         | 2014 | Bubble Gum Media Group        | —                   | [ 16 ] |